# John Rocque
John Rocque, originalmente Jean, (c. 1709-1762) fue un agrimensor y cartógrafo. 
Se mudó a Inglaterra en 1709 con sus padres, quienes eran emigrantes hugonotes franceses. Se convirtió en padrino en 1728, lo que sugiere que él tenía al menos 21 años para esta época.
Además de su trabajo como agrimensor y cartógrafo, Roque hacía grabados y vendía mapas. De joven, también estuvo envuelto de alguna manera en el dibujo de paisajes, mientras vivía con su hermano Bartolomé quien era paisajista y producía planos de parterres, pero se conocen muy pocos detalles sobre este trabajo. Roque hizo planos grabados de los jardines de Wrest Park (1735), Claremont (1738), de los paisajes naturalistas de Charles Hamilton de Painshill Park, Surrey, (1744) y Wilton House (1746).
Rocque es principalmente recordado por su mapa de Londres. Empezó a trabajar en él desde 1737 y fue publicado en 24 hojas impresas en 1746. De lejos se trata del más detallado mapa de Londres publicado hasta esa fecha, y continúa siendo una importante fuente histórica.
El mapa de Londres y sus otros mapas le consiguieron una reunión como cartógrafo con el Príncipe de Gales en 1751. Un incendio en 1750 destruyó su establecimiento y reservas, pero en 1753 creó el Pequeño Atlas Británico: Nuevo conjunto de mapas de todos los condados de Inglaterra y Gales (The Small British Atlas: Being a New set of Maps of all the Counties of England and Wales). Hubo una segunda edición en 1762.
Su mapa de 1756 de Dublín está ilustrado en los billete de una libra irlandesa.